# 杨培青
杨培青（？—），女，中华人民共和国政治人物，曾任国家工商行政管理局副局长、党组副书记、书记，中国广告协会会长，第九届全国政协委员。